# Terásia de Nola
Terásia foi uma aristocrata cristã da Espanha e esposa de São Paulino de Nola. Ela foi influente na igreja primitiva, co-escrevendo epístolas e co-patrocinadora do culto de São Félix com seu marido.

## Biografia
Terásia nasceu na Espanha no século IV DC. Ela se casou com Paulino logo após 381 DC, quando ele se mudou para a Gália.
Era uma cristã rica e devota de "caráter irrepreensível" cuja fé teve um efeito profundo em seu marido. Em 389, Paulino também se converteu ao Cristianismo e o casal mudou-se para a Espanha.
Terásia estava morando com o marido na Espanha entre 389 e 394.
Eles possuíam propriedades juntos e era a riqueza dela que sustentava grande parte de sua vida juntos. Pouco depois da mudança para a Espanha, seu único filho, um filho chamado Celsus, morreu com 8 dias de idade. A morte de seu filho parece tê-los feito abraçar uma vida mais ascética e espiritual e por volta de 395 eles se retiraram para as propriedades de Paulino, em Nola. É especulado que a partir desse ponto o casamento de Terásia e Paulino se tornou platônico e eles se concentraram em um "casamento de amizade".

## Vida religiosa
Homens religiosos no final do período antigo escreviam cartas (epístolas) uns aos outros, formando uma fértil rede social de debate. Mulheres, como Terásia, também faziam parte dessa rede de discussão, e também incluíam: Melania a Velha, Paulina, a esposa de Pammachius, Amanda, esposa de Aper, Galla, esposa de Eucherius. Mulheres instruídas tiveram grande influência na expansão da igreja cristã, principalmente incentivando os maridos a se converterem.
Muitas comunidades ascéticas eram administradas por parcerias de "marido e mulher" ou "irmão / irmã espiritual" no período da antiguidade tardia. Foi nesse contexto, em Nola, onde Paulino e Terásia escreveram cartas para outros teólogos juntos, fundaram um mosteiro e ambos se tornaram patronos do culto a São Félix .

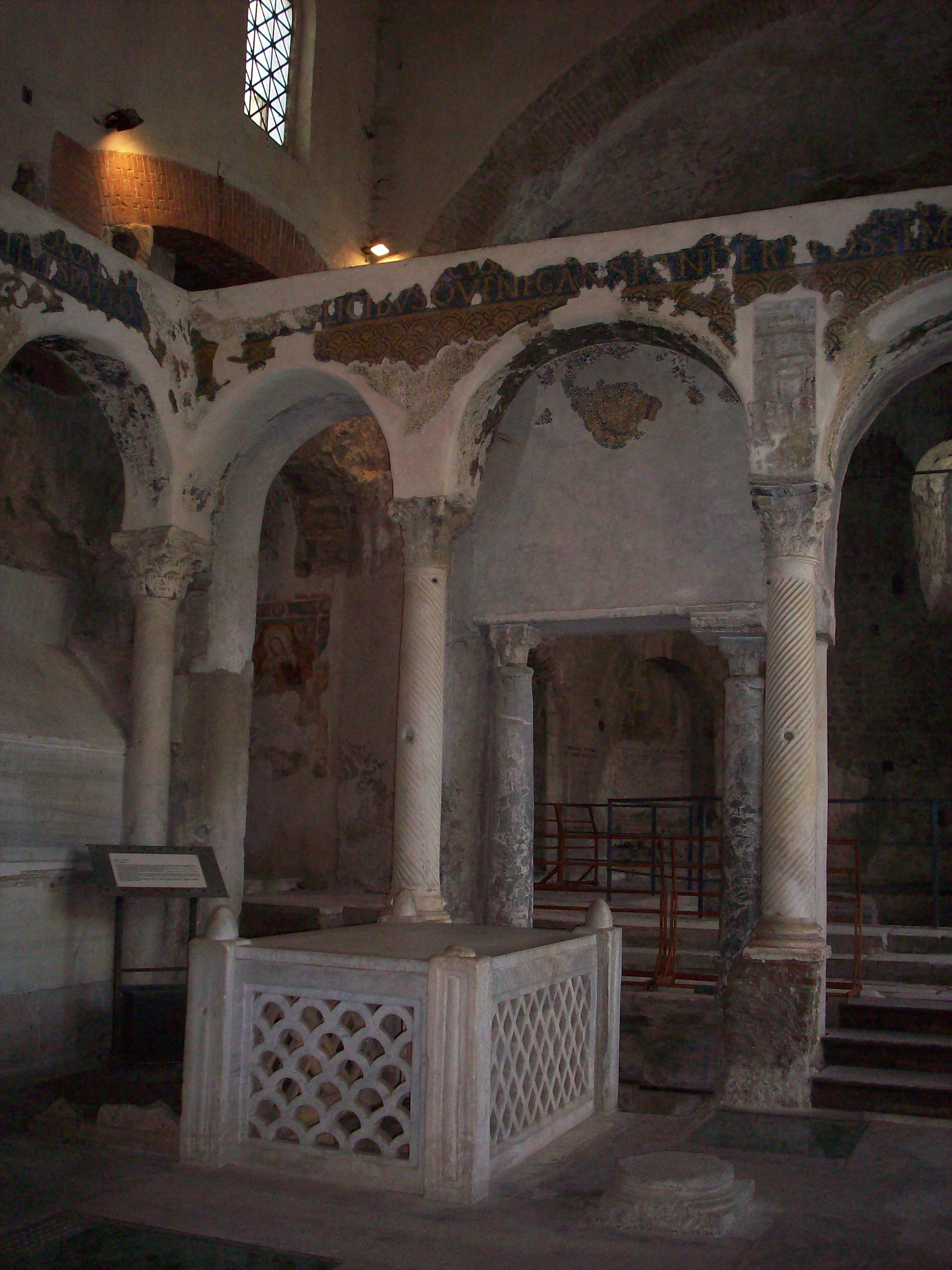
Tumba de Cimitile de Félix de Nola

Santo Agostinho elogiou a santidade de Terásia: "in te uno resalutamus" que se traduz como "em troca, nós a saudamos somente em ti", significando que embora a santidade de Terásia seja louvada - é louvada em termos da santidade de Paulino.
Os presentes eram uma troca importante entre os cristãos. Terásia deu conjuntamente o presente de um pedaço da relíquia da Verdadeira Cruz a Sulpício para agradecer pelas igrejas que ele construiu. A relíquia foi dada a Terásia e Paulino por Melania, a Velha . Agostinho de Hipona deu de presente um pão para a eucaristia a Terásia e Paulino como um "símbolo de unidade" entre eles.

## Vida Literária
Terásia foi co-autora com seu marido de várias cartas, incluindo 'Epístolas' 3-4, 6-7, 24, 26, 39-40, 43-5.
Ela também se correspondeu com outras figuras religiosas ao lado de seu marido, incluindo ser a primeira correspondente feminina Santo Agostinho. As cartas entre eles incluem: Epístola 24 a Alypius, Epístola 25 a Agostinho, Epístola 30 a Agostinho, recebeu Epístola 31 de Agostinho, Epístola 32 a Romeno, Epístola 42 de Agostinho, Epístola 45 de Agostinho e Alypius, Epístola 80 de Agostinho, Epístola 94 a Agostinho, Epístola 95 de Agostinho.
Ela também é mencionada nas cartas de Jerônimo 58.2.6 e 118.5.

## Morte
Terásia morreu entre 408-10. Após sua morte, Paulino foi ordenado bispo de Nola. Após a morte dele, foram enterrados em uma tumba dupla na igreja de São Félix.